# Simon Heeger

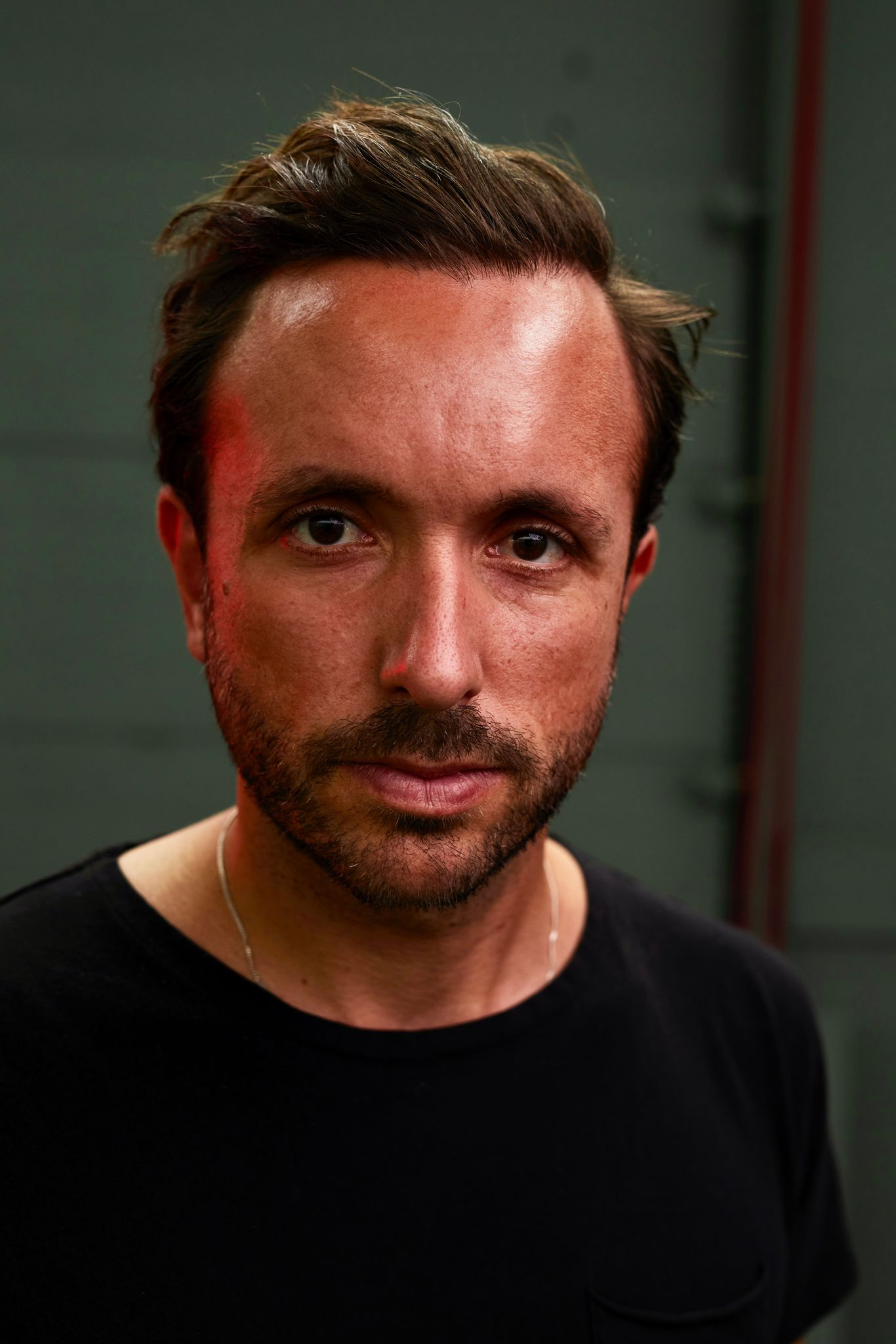
Simon Heeger 2024

Simon Heeger (* um 1983 in Lingen (Ems)) ist ein deutscher Filmkomponist und Musiker.

## Leben
Nach dem Abitur 2003 am Gymnasium Nordhorn  war Heeger in den 2010er-Jahren vier Jahre als Komponist bei Yessian Music tätig, wo Porsche, McDonald’s und Pepsi zu seinen Kunden zählten. Anfang 2016 gründete er gemeinsam mit Christian Vorländer das Produktionsunternehmen 2WEI Music mit Sitz in Hamburg. Das Duo hat seither zahlreiche Werbespots, Trailer und Filme vertont. 2018 gewann das Duo auf dem Cannes Lions International Festival of Creativity einen Goldenen Löwen.
Heeger hat zwei Brüder, Nicolas Heeger (* 1986) und den Kardiologen Christian-Hendrik Heeger (* 1982).

## Filmografie (Auswahl)
- 2015: Simon sagt auf Wiedersehen zu seiner Vorhaut
- 2019: Das perfekte Geheimnis